# Aanslag in Londen op 3 juni 2017
Bij een terroristische aanslag in Londen op 3 juni 2017 werden acht mensen vermoord en 48 mensen verwond. De drie daders werden gedood door een arrestatieteam van de Londense politie. De daders waren geïnspireerd door de politieke islam.
Op de London Bridge reden de daders rond tien uur in de avond met een bestelwagen in op voetgangers, waarbij drie doden vielen. Nadat ze op de nabijgelegen Borough Market met hun auto tegen een gebouw gereden waren, sprongen ze uit de wagen en vielen omstanders met messen aan, wat vijf mensen het leven kostte. Toen een arrestatieteam arriveerde, gingen ze daar op af en werden ze doodgeschoten. De mannen droegen nep-bomgordels.
Islamitische Staat heeft de aanslag in Londen de volgende avond opgeëist. De terreurgroep verspreidde een bericht via het eigen persagentschap Amaq.
Een van de daders van de aanslag was ruim van tevoren bij de Britse autoriteiten bekend wegens extremistisch gedrag, door meldingen van een Britse imam en anderen.